# Phyllonorycter dubitella
Phyllonorycter dubitella là một loài bướm đêm thuộc họ Gracillariidae. Nó được tìm thấy ở Fennoscandia và miền bắc Nga đến Pyrenees, Ý và Bulgaria và từ Đảo Anh đến Ukraina.
Sải cánh dài khoảng 8 mm. Có hai lứa trưởng thành vào tháng 5 và tháng 6 và một lần nữa vào tháng 8.
Ấu trùng ăn Salix caprea. Chúng ăn lá nơi chúng làm tổ.